# Бринкхајм
Бринкхајм (фр. Brinckheim) насеље је и општина у источној Француској у региону Алзас, у департману Горња Рајна која припада префектури Милуз.
По подацима из 2011. године у општини је живело 347 становника, а густина насељености је износила 101,76 становника/km². Општина се простире на површини од 3,41 km². Налази се на средњој надморској висини од 287 метара (максималној 322 m, а минималној 277 m).

## Демографија
| 1962. | 1968. | 1975. | 1982. | 1990. | 1999. | 2011. |
| ----- | ----- | ----- | ----- | ----- | ----- | ----- |
| 161   | 191   | 193   | 253   | 285   | 328   | 347   |

График промене броја становника у току последњих година